# Kamil Piroš
Kamil Piroš (20. listopadu 1978, Most) je bývalý český hokejový útočník, nejčastěji nastupoval na pozici středního útočníka.

## Hráčská kariéra
Narodil se v Mostě, zde také s hokejem začínal v klubu HC Most. V dorosteneckém však přešel do extraligového Litvínova, již v sezóně 1996/1997 se zde probojoval do A týmu a se stal důležitou součástí mužstva. V sezóně 1997/1998 se mu v Litvínově příliš nedařilo a tak v půlce sezony odskočil do Vítkovic. Však od nové sezony se opět hlásil v Litvínově. Za Litvínov hrál až do sezony 2000/2001, po této sezoně odešel do klubu do organizace klubu NHL Atlanta Thrashers, hrál spíše na farmě v klubu AHL Chicago Wolves, ale okusil i nejlepší soutěž na světě - NHL. Takto hrál dvě sezony, třetí a poslední sezonu v zámoří hrál nejdříve v již zmiňované organizaci klubu NHL Atlanta Thrashers.

## Ocenění a úspěchy
- 1998 MSJ - Nejlepší nahrávač
- 2000 Postup s týmem HC Slovan Ústí nad Labem do 1.ČHL

## Prvenství
- Debut v NHL - 4. října 2001 (Buffalo Sabres proti Atlanta Thrashers)
- První asistence v NHL - 6. října 2001 (Boston Bruins proti Atlanta Thrashers)
- První gól v NHL - 6. dubna 2003 (Atlanta Thrashers proti Tampa Bay Lightning)

## Klubové statistiky
| Sezona       | Klub                       | Soutěž       | Základní část | Základní část | Základní část | Základní část | Základní část | Play off | Play off | Play off | Play off | Play off |
| Sezona       | Klub                       | Soutěž       | Z             | G             | A             | B             | TM            | Z        | G        | A        | B        | TM       |
| ------------ | -------------------------- | ------------ | ------------- | ------------- | ------------- | ------------- | ------------- | -------- | -------- | -------- | -------- | -------- |
| 1996–97      | HC Chemopetrol, a.s.       | ČHL          | 38            | 4             | 8             | 12            | 10            | —        | —        | —        | —        | —        |
| 1997–98      | HC Chemopetrol, a.s.       | ČHL          | 15            | 0             | 1             | 1             | 2             | —        | —        | —        | —        | —        |
| 1997–98      | HC Vítkovice               | ČHL          | 25            | 2             | 8             | 10            | 14            | —        | —        | —        | —        | —        |
| 1998–99      | HC Chemopetrol, a.s.       | ČHL          | 42            | 7             | 9             | 16            | 10            | —        | —        | —        | —        | —        |
| 1999–00      | HC Chemopetrol, a.s.       | ČHL          | 40            | 8             | 8             | 16            | 18            | 7        | 0        | 3        | 3        | 2        |
| 2000–01      | HC Chemopetrol, a.s.       | ČHL          | 48            | 11            | 13            | 24            | 28            | 6        | 1        | 1        | 2        | 2        |
| 2000–01      | HC Most                    | 2.ČHL        | —             | —             | —             | —             | —             | 2        | 0        | 0        | 0        | 2        |
| 2001–02      | Atlanta Thrashers          | NHL          | 8             | 0             | 1             | 1             | 4             | —        | —        | —        | —        | —        |
| 2001–02      | Chicago Wolves             | AHL          | 64            | 19            | 30            | 49            | 16            | 25       | 6        | 11       | 17       | 6        |
| 2002–03      | Atlanta Thrashers          | NHL          | 3             | 3             | 2             | 5             | 2             | —        | —        | —        | —        | —        |
| 2002–03      | Chicago Wolves             | AHL          | 51            | 10            | 9             | 19            | 16            | 9        | 1        | 0        | 1        | 4        |
| 2003–04      | Atlanta Thrashers          | NHL          | 14            | 0             | 1             | 1             | 4             | —        | —        | —        | —        | —        |
| 2003–04      | Chicago Wolves             | AHL          | 50            | 10            | 20            | 30            | 20            | —        | —        | —        | —        | —        |
| 2003–04      | Florida Panthers           | NHL          | 3             | 1             | 0             | 1             | 0             | —        | —        | —        | —        | —        |
| 2003–04      | San Antonio Rampage        | AHL          | 14            | 2             | 5             | 7             | 6             | —        | —        | —        | —        | —        |
| 2004–05      | Chimik Voskresensk         | RSL          | 27            | 2             | 6             | 8             | 8             | —        | —        | —        | —        | —        |
| 2005–06      | CHK Neftěchimik Nižněkamsk | RSL          | 33            | 6             | 5             | 11            | 32            | 5        | 1        | 0        | 1        | 2        |
| 2006–07      | EV Zug                     | NLA          | 41            | 9             | 24            | 33            | 22            | —        | —        | —        | —        | —        |
| 2007–08      | Kölner Haie                | DEL          | 53            | 12            | 22            | 34            | 34            | 14       | 3        | 6        | 9        | 18       |
| 2008–09      | Kölner Haie                | DEL          | 40            | 7             | 19            | 26            | 30            | —        | —        | —        | —        | —        |
| 2008–09      | HV71                       | SHL          | 8             | 1             | 2             | 3             | 12            | 18       | 2        | 4        | 6        | 8        |
| 2009–10      | Ässät                      | Liiga        | 22            | 2             | 3             | 5             | 16            | —        | —        | —        | —        | —        |
| 2009–10      | Timrå IK                   | SHL          | 24            | 8             | 5             | 13            | 8             | 5        | 0        | 3        | 3        | 6        |
| 2010–11      | HV71                       | SHL          | 54            | 12            | 27            | 39            | 34            | 4        | 0        | 0        | 0        | 0        |
| 2011–12      | HV71                       | SHL          | 47            | 12            | 13            | 25            | 12            | 6        | 1        | 1        | 2        | 0        |
| 2012–13      | Avtomobilist Jekatěrinburg | KHL          | 18            | 2             | 2             | 4             | 14            | —        | —        | —        | —        | —        |
| 2012–13      | HC Verva Litvínov          | ČHL          | 18            | 1             | 4             | 5             | 6             | 7        | 1        | 0        | 1        | 0        |
| 2013–14      | HC Verva Litvínov          | ČHL          | 44            | 4             | 3             | 7             | 28            | 4        | 2        | 2        | 4        | 0        |
| 2014–15      | HC Verva Litvínov          | ČHL          | 38            | 4             | 6             | 10            | 30            | 16       | 0        | 0        | 0        | 4        |
| 2015–16      | HC Verva Litvínov          | ČHL          | 52            | 4             | 9             | 13            | 28            | 6        | 1        | 2        | 3        | 4        |
| Celkem v NHL | Celkem v NHL               | Celkem v NHL | 28            | 4             | 4             | 8             | 10            | —        | —        | —        | —        | —        |
| Celkem v AHL | Celkem v AHL               | Celkem v AHL | 179           | 41            | 64            | 105           | 58            | 34       | 7        | 11       | 18       | 10       |
| Celkem v ČHL | Celkem v ČHL               | Celkem v ČHL | 360           | 45            | 69            | 114           | 174           | 46       | 5        | 8        | 13       | 12       |

## Reprezentace
| Rok                    | Tým                    | Soutěž                 | Z  | G | A | B  | TM |
| ---------------------- | ---------------------- | ---------------------- | -- | - | - | -- | -- |
| 1996                   | Česko 18               | MEJ                    | 4  | 1 | 0 | 1  | 2  |
| 1997                   | Česko 20               | MSJ                    | 7  | 0 | 1 | 1  | 0  |
| 1998                   | Česko 20               | MSJ                    | 7  | 2 | 6 | 8  | 6  |
| 2000-01                | Česko                  | EHT                    | 7  | 4 | 2 | 6  | 0  |
| Juniorská reprezentace | Juniorská reprezentace | Juniorská reprezentace | 18 | 3 | 7 | 10 | 8  |
| Seniorská reprezentace | Seniorská reprezentace | Seniorská reprezentace | 7  | 4 | 2 | 6  | 0  |